# Hosszúfarkú bozótposzáta
A hosszúfarkú bozótposzáta (Locustella caudata) a verébalakúak (Passeriformes) rendjébe, ezen belül a tücsökmadárfélék (Locustellidae) családjába és a Locustella nembe tartozó faj. 16-17 centiméter hosszú. A Fülöp-szigetek domb- és hegyvidéki erdős, bozótos területein él. Rovarokkal táplálkozik.

## Alfajok
- L. c. caudata (Ogilvie-Grant, 1895) – észak-Luzon;
- L. c. unicolor (E. J.O. Hartert, 1904) – Mindanao (kivéve a sziget nyugati részét);
- L. c. malindangensis (Mearns, 1909) – nyugat-Mindanao.

## Fordítás
- Ez a szócikk részben vagy egészben  a   Long-tailed bush warbler című angol Wikipédia-szócikk fordításán alapul.  Az eredeti cikk szerkesztőit annak laptörténete sorolja fel. Ez a jelzés csupán a megfogalmazás eredetét és a szerzői jogokat jelzi, nem szolgál a cikkben szereplő információk forrásmegjelöléseként.